# Trirhabda convergens
Trirhabda convergens är en skalbaggsart som beskrevs av J. L. Leconte 1865. Trirhabda convergens ingår i släktet Trirhabda och familjen bladbaggar. Inga underarter finns listade i Catalogue of Life.